# Ophiomitra matsumotoi
Ophiomitra matsumotoi är en ormstjärneart som beskrevs av Clark 1916. Ophiomitra matsumotoi ingår i släktet Ophiomitra och familjen knotterormstjärnor. Inga underarter finns listade i Catalogue of Life.